# Costache Antoniu

Costache Antoniu

Costache Antoniu (n. 25 februarie 1900, comuna Țigănași, județul Iași – d. 16 iunie 1979, București) a fost un actor român de teatru și film. Costache Antoniu a fost deputat în Marea Adunare Națională în trei sesiuni. În sesiunea 1952 - 1957, Costache Antoniu a fost ales deputat în Marea Adunare Națională în regiunea București, circumspecția electorală Turnu Măgurele.
A absolvit în anul 1926 Conservatorul de Artă Dramatică din Iași. Între anii 1955-1970 a fost rector al Institutului de Artă Teatrală și Cinematografică din București.
A interpretat roluri de compoziție în comedie și dramă pe scena Teatrului Național din București în piese de I.L. Caragiale, Anton Cehov, Mihail Sebastian.

## Premii și distincții
- Ordinul „Meritul Cultural” în gradul de Medalie cl. I, pentru teatru (1 februarie 1943)[3]
- titlul de Artist Emerit al Republicii Populare Române (28 aprilie 1951)[4]
- Ordinul Muncii clasa a II-a (19 aprilie 1952) „pentru munca depusă cu ocazia «Centenarului Caragiale»”[5]
- Medalia „A cincea aniversare a Republicii Populare Române” (24 decembrie 1952) „pentru lupta și munca duse în vederea făuririi, consolidării și prosperării Republicii Populare Române”[6]
- titlul de Artist al Poporului din Republica Populară Română (23 ianuarie 1953) „pentru merite deosebite, pentru realizări valoroase în artă și pentru activitate merituoasă”[7]
- Ordinul „23 August” clasa a IV-a (12 august 1959) „pentru activitate rodnică în dezvoltarea științei și culturii din Republica Populară Romînă”[8]
- Ordinul Muncii clasa I (26 februarie 1960) „pentru activitate îndelungată și merite deosebite în domeniul teatrului, cu prilejul împlinirii a 60 ani de viață și 40 ani de activitate artistică”[9]
- laureat al Premiului de stat[10]
- Ordinul „Meritul Cultural” clasa I (6 noiembrie 1967) „pentru activitate îndelungată în teatru și merite deosebite în domeniul artei dramatice”[11]
- Ordinul „Steaua Republicii Socialiste România” clasa I (27 februarie 1970) „pentru îndelungată și rodnică activitate artistică și didactică, cu prilejul împlinirii vîrstei de 70 de ani”[12]

## Filmografie
- O noapte de pomină (1939)
- O scrisoare pierdută (1954) - Cetățeanul turmentat
- Nufărul roșu (1955)
- Pasărea furtunii (1957)
- Telegrame (1960)
- Băieții noștri (1960)
- Darclée (1960)
- Vacanță la mare (1963)
- Străinul (1964) - profesorul Gridan
- Pădurea spînzuraților (1965) - preotul
- Neamul Șoimăreștilor (1965) - hangiul